# Hydrogenace dvojných vazeb uhlík–dusík
Jako hydrogenace dvojných vazeb uhlík–dusík se označují reakce, kdy se navazuje vodík (H2) na dvojné vazby uhlík–dusík za vzniku aminů nebo jejich derivátů.
I když byla vyvinuta řada obecných enantioselektivních metod hydrogenace ketonů, tak postupy hydrogenace dvojných vazeb uhlík–dusík jsou méně obecné. Hydrogenace iminů komplikují syn a anti izomerizace a tautomerizace na enaminy, u kterých mají hydrogenace za přítomnosti chirálních katalyzátorů malé enantioselektivity. Kromě toho substituenty navázané na dusík ovlivňují reaktivitu i prostorové vlastnosti iminu, což ztěžuje hledání obecného katalytického systému pro hydrogenaci iminů. I přes tyto potíže jsou známy postupy pro některé skupiny substrátů, jako jsou N-arylové, N-alkylové a endocyklické iminy.
Pokud je použitý katalyzátor chirální a neracemický a substrát je prochirální, tak může vzniknout jeden enantiomer chirálního produktu ve větším množství.

## Mechanismus a stereochemie
Vodík pro redukce vazeb C=N může být dodán jako plyn (H2) nebo ze zdrojů H2, například alkoholů nebo kyseliny mravenčí. Katalyzátory jsou obvykle komplexy přechodných kovů. U reakcí katalyzovaných kovy může přenos H2 na imin proběhnout ve vnitřní i ve vnější sféře.

### Přenos ve vnitřní sféře

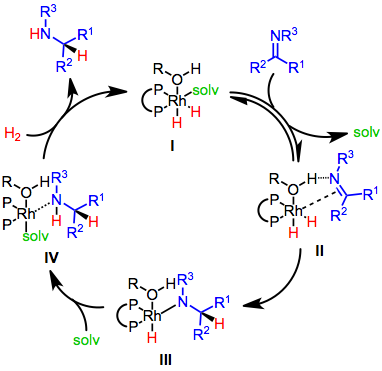
Mechanismus hydrogenace iminů s přenosem ve vnitřní sféře

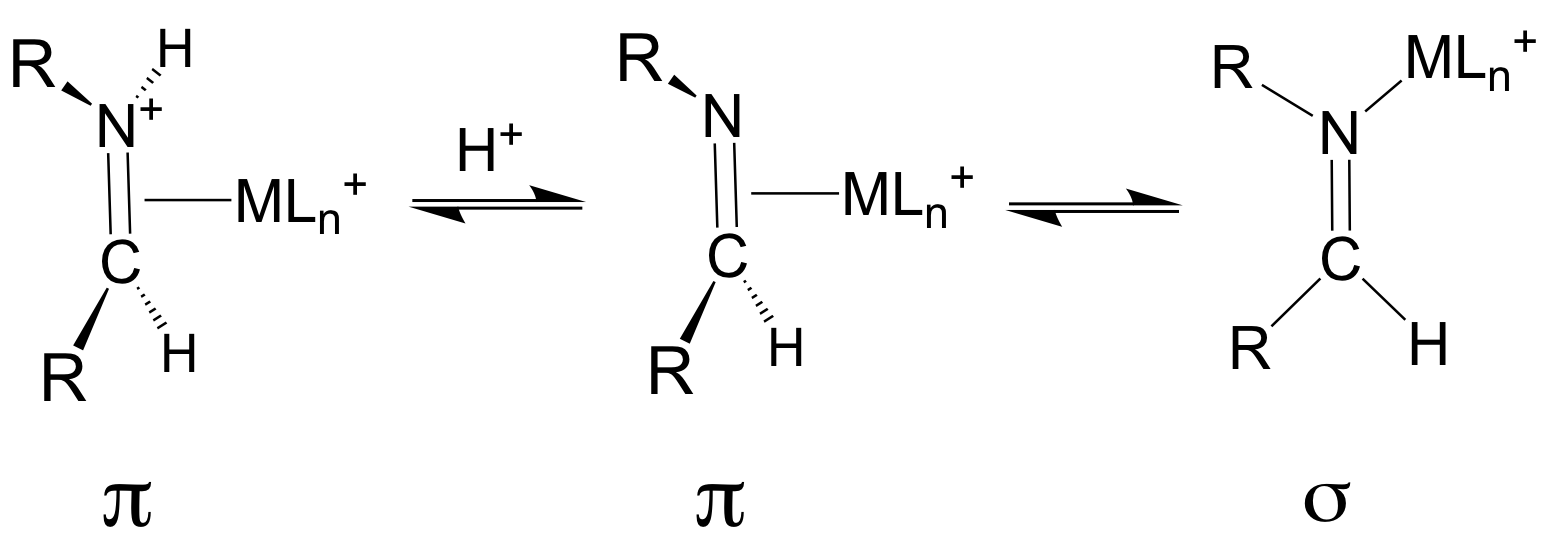
Způsoby koordinace cis-aldiminu

U mechanismu ve vnitřní sféře se iminy mohou koordinovat dvěma způsoby. jako π- nebo jako σ-donorové ligandy. Pí-iminy lze také N-protonací přeměnit na iminiové ligandy. Závěrečným krokem mechanismu je uvolnění aminu.
U některých hydrogenací katalyzovaných iridiem mechanismus probíhá přes monohydridy. Oxidační číslo iridia je vždy +3.
Příklady:

### Přenos ve vnější sféře

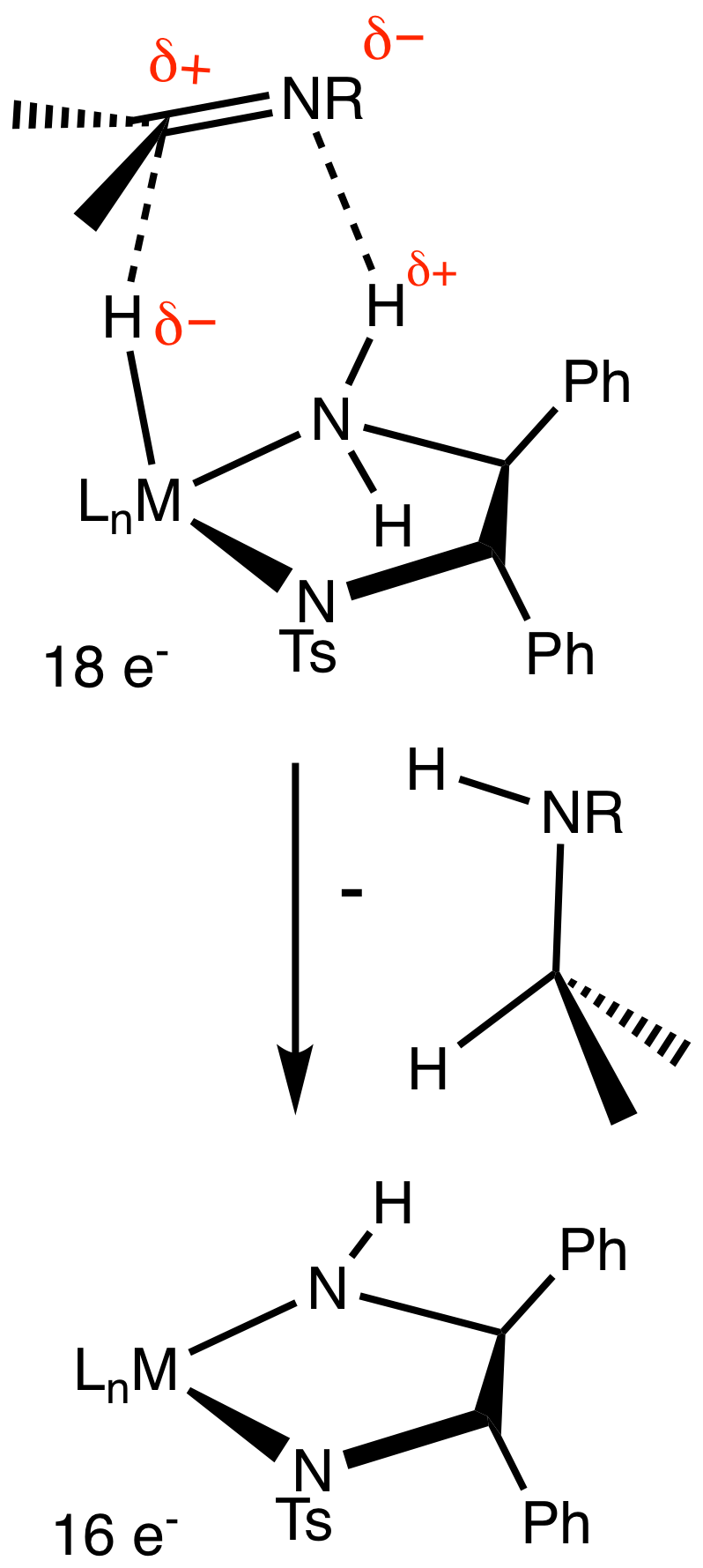
Mechanismus hydrogenace iminu s přenosem ve vnější sféře

Ruthenaté komplexy aminových ligandů katalyzují hydrogenace ve vnější sféře, při kterých se iminové či iminiové substráty nenavazují na kovová centra přímo, místo toho substrát získává H2 interakcemi s vazbami Ru-H a N-H.
Tyto přenosové hydrogenace je možné provést pomocí Švoova katalyzátoru a aminových komplexů ruthenia, jako je například Barattův katalyzátor, RuCl2(PPh3)2(ampy) (ampy = 2-pikolylamin).

## Hydrogenace bez použití kovů
Protože na reaktivitu mohou mít velký vliv substituenty navázané na iminový dusík, tak není známo mnoho obecně využitelných katalytických systémů pro enantioselektivní hydrogenace iminů a jejich derivátů. Byly však vyvinuty katalyzátory, které katalyzují hydrogenace některých skupin iminů s vysokými enantioselektivitami i výtěžnostmi.
α-Karboxyiminy se využívají jako prekurzory α-aminokyselin. Organokatalytickou redukci těchto substrátů lze provést pomocí Hantzschova esteru a chirálního derivátu kyseliny fosforečné.

## Použití
Hydrogenace iminů je dobrým způsobem přípravy chirálních aminů.
Metolachlor se používá jako herbicid. Součástí jeho výroby je enantioselektivní redukce N-aryl iminu. Dosahuje se přitom velmi vysokého obratového čísla (i přes nepříliš vysokou enantioselektivitu), katalytický systém obsahuje [Ir(COD)Cl]2, pozměněný ligand typu Josiphos 3 a přídavky kyselin a jodidů.

## Srovnání s ostatními postupy
Iminy lze enantioselektivně redukovat i za přítomnosti stechiometrických množství chirálních hydridů kovů; tyto metody mají výhodu ve snadném provedení. Další možnost představuje redukce pomocí hydrosilanů.